# Cake Entertainment
Cake Entertainment Limited es una compañía británica dedicada a la producción y distribución de contenido audiovisual para niños con sede en Londres. Cake Entertainment fue fundada en 2002.

## Distribución
- Drama Total[2]
- Sugar Rush
- Zorrino Kung-Fu[3]
- Stoked[4]
- Edgar & Ellen
- Los Desastres del Rey Arturo
- Aifric
- Aesop's Theater
- Plankton: La Invasión
- Broken
- Space Witch

## Producciones
- Angelo Rules[5]